# تور دوچرخه‌سواری لافلش والونی
تور دوچرخه‌سواری لافلش والونی (انگلیسی: La Flèche Wallonne) یک تور دوچرخه‌سواری در کشور بلژیک است.
این تور که در استان والونی برگزار می‌شود از سال ۱۹۳۶ تاکنون سالانه در یک روز انجام می‌شود.

## قهرمانی بر پایه کشور
| # قهرمانی | کشور                                                       |
| --------- | ---------------------------------------------------------- |
| ۳۸        | بلژیک                                                      |
| ۱۸        | ایتالیا                                                    |
| ۸         | فرانسه                                                     |
| ۶         | اسپانیا                                                    |
| ۲         | سوئیس · دانمارک                                            |
| ۱         | آلمان · هلند · ایالات متحده آمریکا · لوکزامبورگ · استرالیا |